# JR西日本後藤テック
株式会社JR西日本後藤テック（ジェイアールにしにほんごとうテック）は鳥取県米子市に所在し、鉄道車両の検査・修繕及び改良工事を行う企業。JR西日本テクノスの連結子会社で、JR西日本グループに属する。

## 概要
鉄道車両の検査・修繕及び改良工事のほか、鉄道施設機械器具の検査・修繕、改良及び新設工事 ・鉄道車両部品の搬送、材料販売・その他機械設備等修繕・動力プレス検査などを行っている。
1967年の設立。2025年3月31日まで社名は後藤工業株式会社であったが、翌4月1日付で社名を株式会社JR西日本後藤テックに変更した。

## 事業内容

### 鉄道車両部門
JR西日本後藤総合車両所内において、JR西日本、智頭急行、井原鉄道、一畑電車の車両の全般検査等車両細部の検査・修繕及び客室内のリニューアル等の改良工事を担当している。

#### リニューアル改造車両
- JR西日本 381系電車 「ゆったりやくも」リニューアル工事[2]
- 智頭急行 HOT7000系気動車 スーパーはくとリニューアル工事[2]
- 一畑電車 2100系電車 「IZUMO-BATADEN 楯縫号」改造[2][3]
- JR西日本・JR東海 285系電車 サンライズ出雲リフレッシュ工事[2]
- 一畑電車 5000系電車 「出雲大社号」改造[2][4]
- 智頭急行 HOT3500形気動車 カラオケ列車リニューアル工事[2]

#### 新造車両
- JR西日本 207系電車[2]（後藤車両所名義、車体は川崎重工が製造）
- 一畑電車 7000系電車[5] - 同社名義では初の車両新造である[6]（車体は近畿車輛が製造）。
- 一畑電車 8000系電車

このほか、キハ120も同社で製造した車輛がある。

### 機械事業部門
JR西日本後藤総合車両所内の設備の検査・修繕工事・改良・新設工事や、管工事等の建設業や動力プレス検査事業者として展開している。

### 地域事業部門
山陰地区の社会インフラの創造・修復を行っている。